# Oratoire Saint-Roch de Marchiennes
Pour les articles homonymes, voir Saint-Roch (homonymie).
L'oratoire Saint-Roch est un oratoire catholique situé à Marchiennes, en France.

## Localisation
L'oratoire est situé dans le département français du Nord, sur la commune de Marchiennes.